# Leonard Hayflick
Leonard Hayflick (* 20. Mai 1928 in Philadelphia; † 1. August 2024 in Sea Ranch) war ein US-amerikanischer Gerontologe. Bekannt wurde er vor allem durch seine Arbeiten auf dem Gebiet der Zellteilung, in denen er zeigte, dass normale Körperzellen sich nur etwa fünfzigmal teilen können und anschließend durch programmierten Zelltod (Apoptose) absterben. Er widerlegte damit die von Alexis Carrel 1908 aufgestellte These, dass sich Zellen von Vertebraten unbegrenzt teilen können und unsterblich sind.

## Leben
Leonard Hayflick wurde 1956 an der University of Pennsylvania promoviert. Danach war er Post-Doc bei Charles M. Pomerant an der University of Texas in Galveston. Anschließend kehrte er zurück nach Philadelphia und war dort zehn Jahre lang Associate Member des Wistar-Institutes. Anschließend bekam er dort eine Assistenz-Professur. 1968 wurde er zum Professor für medizinische Mikrobiologie an der Stanford University berufen. 1982 folgte er einem Ruf der University of Florida in Gainesville, wo er Leiter des Zentrums für Gerontologische Studien (Center for Gerontological Studies) und Professor für Zoologie am College of Liberal Arts and Sciences, sowie Professor für Mikrobiologie und Immunologie am College of Medicine wurde.
1988 ging Hayflick an die University of California, San Francisco. Hier war er zuletzt Professor für Anatomie.
Leonard Hayflick war Mitglied in einer Vielzahl von nationalen und internationalen Gremien und Komitees. Er gründete die Gerontologische Gesellschaft von America (Gerontological Society of America) und war Gründungsmitglied des National Institute on Aging. Hayflick hatte eine Vielzahl von Ehrungen erhalten und über 275 wissenschaftliche Abhandlungen verfasst. Einige seiner Artikel gehörten zu den meistzitierten im Bereich der Biomedizin.

## Forschungsarbeiten
1961 entdeckte Hayflick zusammen mit seinem Kollegen Paul Moorhead, dass sich normale kultivierte menschliche und tierische Zellen nicht unbegrenzt teilen können, sondern nach einer bestimmten Anzahl von Zellteilungen (ca. 50) absterben. Diese Grenze wird zu Ehren des Entdeckers heute Hayflick-Grenze (engl. Hayflick limit) genannt.
Hayflick gelang es als erstem, normale menschliche diploide Zellen zu kultivieren. Bis zu diesem Zeitpunkt waren alle Zellkulturen aneuploid und unbegrenzt teilungsfähig. Eine der Zelllinien (humane fetale Lungenenfibroblasten) aus Hayflicks und Moorheads damaligen Arbeiten trägt die Bezeichnung WI-38 (Wistar Institute). Diese und daraus abgeleitete Zelllinie wurden inzwischen milliardenfach zur Herstellung von humanen Impfstoffen verwendet.

## Veröffentlichungen (Auswahl)

### Bücher
- Auf ewig Jung?: Ist unsere biologische Uhr beeinflussbar? 1996, ISBN 3-8025-1310-X
- How and Why We Age Ballantine Books, 1994, ISBN 0-345-33918-5
- Continuous Cell Lines as Substrates for Biologicals. 1988, ISBN 3-8055-4940-7

### Artikel
- Entropy explains aging, genetic determinism explains longevity, and undefined terminology explains misunderstanding both. In: PLoS Genetics, 3/2007, e220, PMID 18085826
- Biological aging is no longer an unsolved problem. In: Ann N Y Acad Sci 1100/2007, S. 1–10. PMID 17460161
- “Anti-Aging” is an oxymoron. In: J Gerontol A Biol Sci Med Sci 59/2004, S. B573-B578. PMID 15215267
- The future of ageing. In: Nature 408/2000, S. 37–39. PMID 11089985
- The illusion of cell immortality. In: Br J Cancer 83/2000, S. 841–846. PMID 10970682
- Cell Aging. In: Ann. Rev. Geront. Geriat. 1, 1980, S. 26–67.
- Future directions in aging research. In: Proc Soc Exp Biol Med 165/1980, S. 206–214. PMID 7443710
- Future directions in aging research. In: Basic Life Sci 35/1985, S. 447–460. PMID 4062823
- The one billion dollar misunderstanding. In: Contemp Gerontol 10/2003; 10:65–69.